# Гофман, Герман
Герман Гофман (Hermann Hoffmann, 1819—1891) — немецкий ботаник и миколог.

## Биография
Изучал сначала медицину в Гиссене и Берлине. С 1853 года работал профессором в Гиссене. Обладал чрезвычайно обширными сведениями по микологии, климатологии и географии растений. Производил опыты над изменяемостью видов, а в последнее время занимался преимущественно фенологией.

## Труды
- «Schilderung der deutschen Pflanzenfamilien» (1846);
- «Pflanzenverbreitung und Pflanzenwanderung» (1852);
- «Witterung und Wachstum od. Grundzüge der Pflanzen-Klimatologie» (1857);
- «Icones analyticae fungorum» (1861—1865);
- «Index fungorum» (1853);
- «Untersuchungen zur Bestimmung des Wortes von Species und Varietät» (l 869);
- "Ueber thermische Constanten und Accomodation (1875);
- «Zur Lehre von den thermischen Constanten der Vegetation» (1880);
- «Phänologische Beobachtungen in Mitteleuropa».